# Ivonne Sánchezová
Sandra Ivonne Sánchezová Sorianová (* 20. března 1990 Morelia) je bývalá mexická zápasnice – judistka.

## Sportovní kariéra
S judem začínala v 14 letech v rodné Morelii. Vrcholově se připravovala v Ciudad de México ve sportovním tréninkovém centru CONADE pod vedením mexických a kubánských trenérů. V mexické ženské reprezentaci startovala v neolympijské muší váhové kategorii do 44 kg. V olympijské superlehké váze do 48 se neprosazovala na úkor Edny Carrillové. Sportovní kariéru ukončila se zrušením muší váhy na panamerickém mistrovství od roku 2016. Věnuje se trenérské práci.

## Výsledky
| Turnaj                  | 2010                   | 2011                   | 2012                   | 2013                   | 2014                   |
| Turnaj                  | 20                     | 21                     | 22                     | 23                     | 24                     |
| Turnaj                  | muší (superlehká) váha | muší (superlehká) váha | muší (superlehká) váha | muší (superlehká) váha | muší (superlehká) váha |
| ----------------------- | ---------------------- | ---------------------- | ---------------------- | ---------------------- | ---------------------- |
| Olympijské hry          |                        |                        | —                      |                        |                        |
| Mistrovství světa       | —                      | —                      |                        | —                      | —                      |
| Panamerické hry         |                        | —                      |                        |                        |                        |
| Panamerické mistrovství | 1.                     | —                      | —                      | 4.                     | 3.                     |
| Středoamerické a k. hry | 5.                     |                        |                        |                        | 2.                     |